# Inga quadrangularis
Inga quadrangularis är en ärtväxtart som beskrevs av Adolpho Ducke. Inga quadrangularis ingår i släktet Inga och familjen ärtväxter. Inga underarter finns listade i Catalogue of Life.